# 萨瓦西
萨瓦西（法語：Savoisy，法語發音：[savwazi]）是法国科多尔省的一个市镇，位于该省西北部，属于蒙巴尔区。

## 地理
萨瓦西（47°43'49"N, 4°24'49"E）面积24.77 平方千米，位于法国勃艮第-弗朗什-孔泰大區科多尔省，该省份为法国中东部省份，北起奥布省，西接涅夫勒省和约讷省，南至索恩-卢瓦尔省，东南接汝拉省，东临上索恩省，东北部与上马恩省接壤。
与萨瓦西接壤的市镇（或旧市镇、城区）包括：内勒和马苏、蒙巴尔、埃泰、方丹莱塞什、普拉奈、皮伊、韦尔多内。

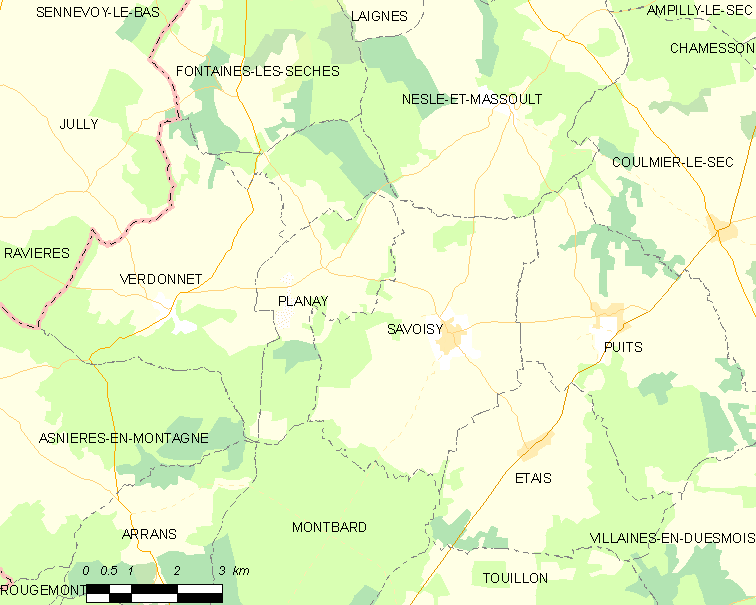
萨瓦西的OSM定位图

萨瓦西的时区为UTC+01:00、UTC+02:00（夏令时）。

## 行政
萨瓦西的邮政编码为21500，INSEE市镇编码为21594。

## 政治
萨瓦西所属的省级选区为塞纳河畔沙蒂永县。

## 人口

1962-2008年间萨瓦西人口变化图示

萨瓦西于2022年1月1日时的人口数量为195人。